# Alge Crumpler
Algernon Darius "Alge" Crumpler (født 23. december 1977 i Greenville, North Carolina, USA) er en tidligere amerikansk footballspiller, der spillede i NFL som tight end. Han var gennem sine ti år i ligaen tilknyttet Atlanta Falcons, Tennessee Titans og New England Patriots.
Crumpler er fire gange, i 2003, 2004, 2005 og 2006 blevet udtaget til Pro Bowl, NFL's All Star-kamp.

## Klubber
- 2001-2007: Atlanta Falcons
- 2008-2009: Tennessee Titans
- 2010: New England Patriots